# 芸薹
蕓薹，又稱白菜型油菜，是蕓薹属的一種植物，可作為葉菜（如小白菜、大白菜、菜心）、根用植物（如蕪菁）和作為植物油（注意，此並非更常見的甘藍型油菜，詳見油菜）食用。
在十八世紀時，卡爾·林奈視蕪菁和油用的變種（即白菜型油菜）為不同的品種並分別命名為 B. rapa 和 B. campestris。然而二十世紀的分類學家發現這些植物是異體受精，因此認為是相同的物種。自從蕪菁已先被林奈氏命名，Brassica rapa 則被繼承下來作為種學名，而 B. campestris 已非正式學名。
此品種變種（B. rapa var. campestris）的種子也是植物油的來源，所以此品種被泛稱為白菜型油菜；蕓薹屬其他較常見的品種為甘藍型油菜（Brassica napus）和芥菜型油菜（Brassica juncea）。

## 亚种及变种
- 蕪菁（學名：Brassica rapa subsp. rapa）
- 芸薹（學名：Brassica rapa subsp. oleifera）
  - 北方小油菜
- 大白菜（學名：Brassica rapa subsp. pekinensis）为结球白菜
  - 华北小白菜
- 小白菜（學名：Brassica rapa subsp. chinensis）为不结球白菜
  - 上海白菜
  - 南方油白菜
  - 菜薹（學名：Brassica rapa subsp. chinensis var. parachinensis）
- 水菜（學名：Brassica rapa var. nipposinica）
- 小松菜（學名：Brassica rapa var. perviridis）
- 塌棵菜（學名：Brassica rapa var. narinosa）

## 圖片

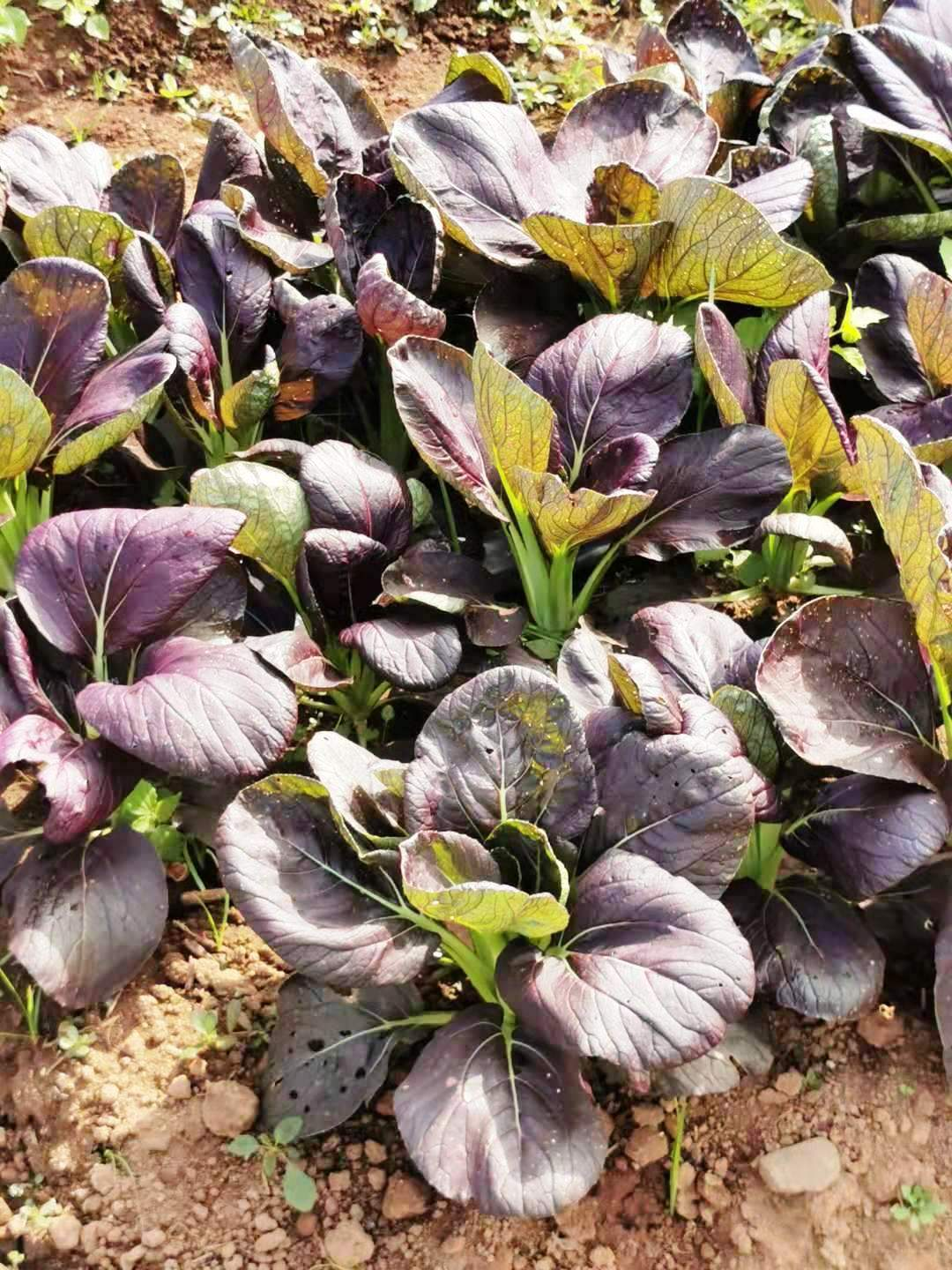
油菜「紫羅蘭」
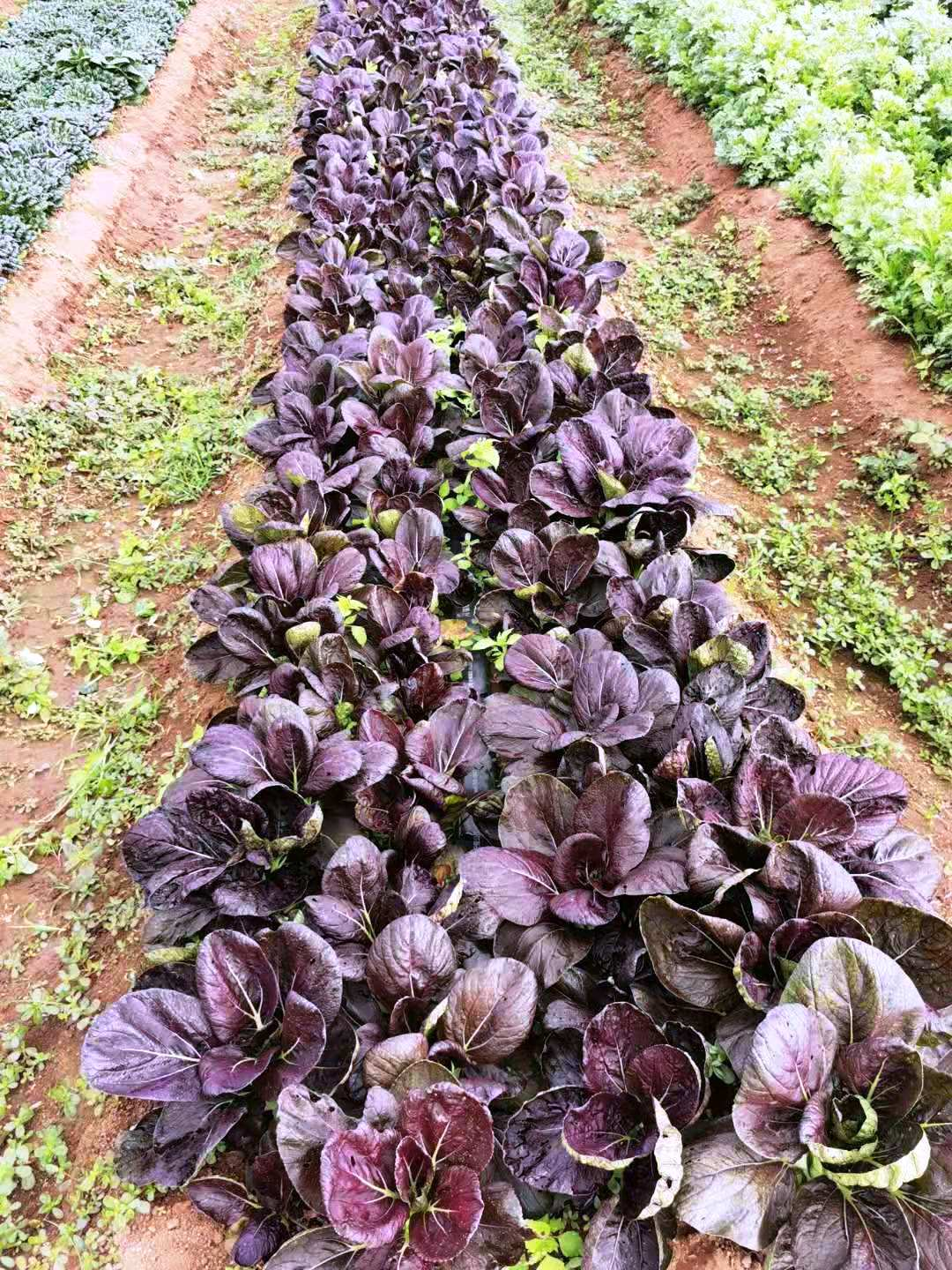
油菜「紫羅蘭」